# Żuków (wieś w województwie dolnośląskim)
Żuków – wieś w Polsce położona w województwie dolnośląskim, w powiecie polkowickim, w gminie Polkowice.

## Podział administracyjny
W latach 1975–1998 miejscowość należała administracyjnie do województwa legnickiego.

## Nazwa
Nazwa pochodzi od polskiego określenia oznaczającego brak wody - "suchości". Heinrich Adamy w swoim dziele o nazwach miejscowych na Śląsku wydanym w 1888 roku we Wrocławiu wymienia najstarszą nazwę miejscowości w polskiej formie "Suchów. Zucków" tłumacząc jej znaczenie "Trockenfeld" czyli po polsku "suche pole". Nazwa została później fonetycznie zgermanizowana przez Niemców na Suckau w wyniku czego utraciła swoje pierwotne znaczenie. Polska administracja spolonizowała tę zgermanizowaną nazwę na obecną Żuków w wyniku czego nie wiąże się już ona z pierwszym znaczeniem.

## Zabytki
Do wojewódzkiego rejestru zabytków wpisany jest:
- park, powstały po 1860 r., zmiany w XIX/XX w.